# Nemo corticeus
Nemo corticeus är en tvåvingeart som beskrevs av Mcalpine 1983. Nemo corticeus ingår i släktet Nemo och familjen Neminidae. Inga underarter finns listade i Catalogue of Life.